# Miroslav Vymazal
Miroslav Vymazal (Brno, 9 d'abril de 1952 - Bratislava, 18 d'octubre de 2002) va ser un ciclista amateur txecoslovac, d'origen txec, que s'especialitzà en la pista, concretament en el tàndem. Va guanyar sis medalles, quatre d'elles d'or, als Campionats del Món de l'especialitat. Va participar en els Jocs Olímpics de 1976.

## Palmarès
- 1973
  -  Campió del món en Tàndem (amb Vladimír Vačkář)
- 1974
  -  Campió del món en Tàndem (amb Vladimír Vačkář)
- 1977
  -  Campió del món en Tàndem (amb Vladimír Vačkář)
- 1978
  -  Campió del món en Tàndem (amb Vladimír Vačkář)